# Stokoeanthus
Stokoeanthus é um género botânico pertencente à família Ericaceae.
1. ↑  «Stokoeanthus — World Flora Online». www.worldfloraonline.org. Consultado em 19 de agosto de 2020